# Eric Brewer (Informatiker)

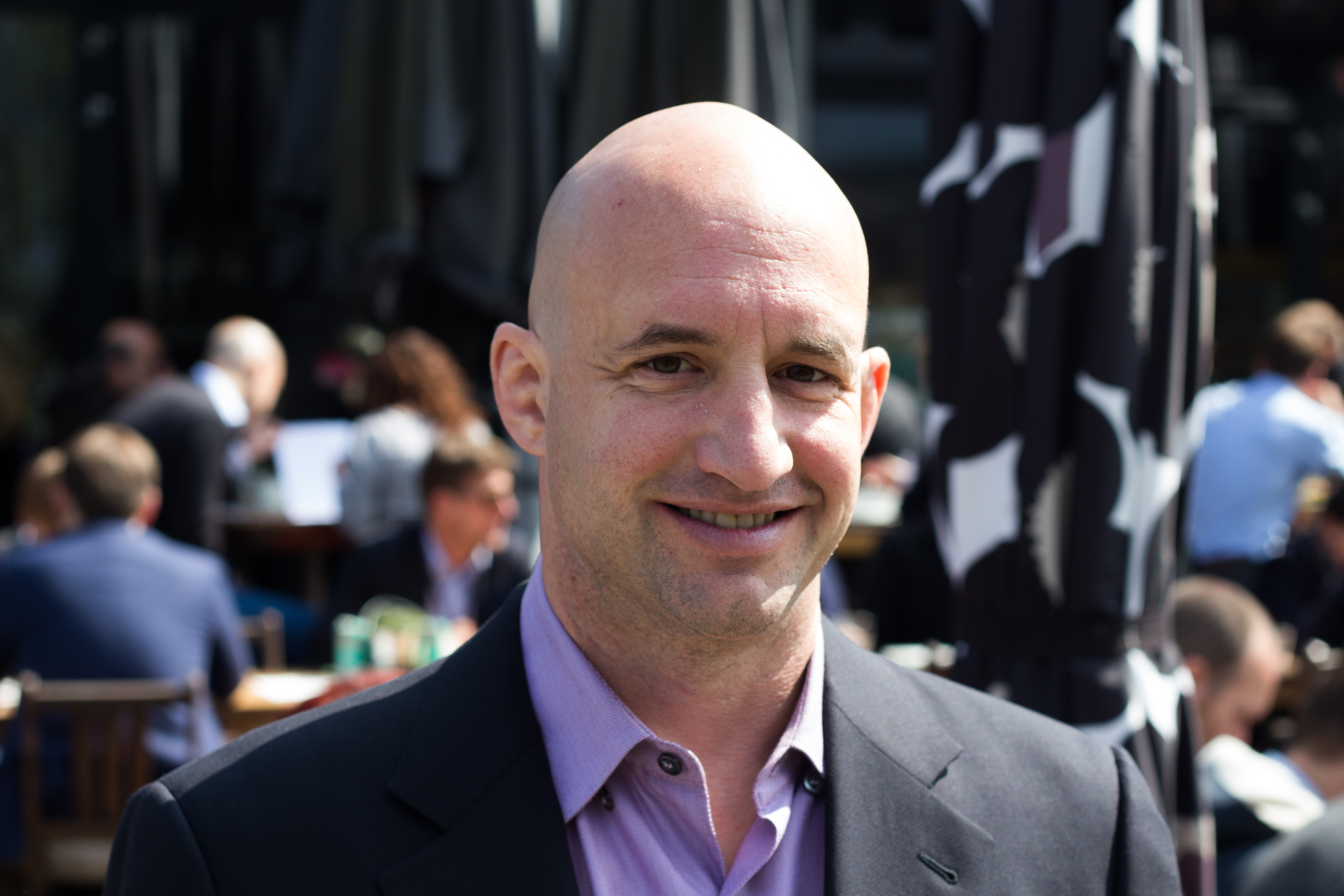
Eric Brewer auf der Konferenz The Next Web 2015

Eric Allen Brewer (* 1967) ist ein amerikanischer Informatiker.
Er ist der Haupt-Erfinder des WiLDNet-Schemas für drahtlose Netzwerke. Brewer formulierte das CAP-Theorem über verteilte Netzwerk-Anwendungen.
1996 gehörte er zu den Gründern der Firma Inktomi.
Für die Regierung Bill Clinton arbeitete er am Regierungs-Webportal USA.gov, das im Jahr 2000 live ging.
Von seiner Professur an der University of California, Berkeley, ließ er sich beurlauben, um für Google zu arbeiten.

## Ausbildung
Brewer studierte Elektroingenieurwesen und Informatik (EECS) an der UC Berkeley; dort war er Mitglied der Verbindung Pi Lambda Phi.
Nach seinem Bachelor of Science erwarb er am MIT einen Master of Science sowie einen PhD in EECS.

## Preise und Auszeichnungen
1999 zählte ihn die MIT Technology Review weltweit wichtigsten 100 Innovatoren unter 35.
2007 wurde Brewer als Fellow in die Association for Computing Machinery aufgenommen. Im selben Jahr nahm ihn auch die National Academy of Engineering auf.
Brewer erhielt 2009 den Preis der ACM Infosys Award.
2013 verlieh ihm die ETH Zürich einen Ehrendoktor. Brewer wurde 2018 in die American Academy of Arts and Sciences gewählt.